# Mirofore

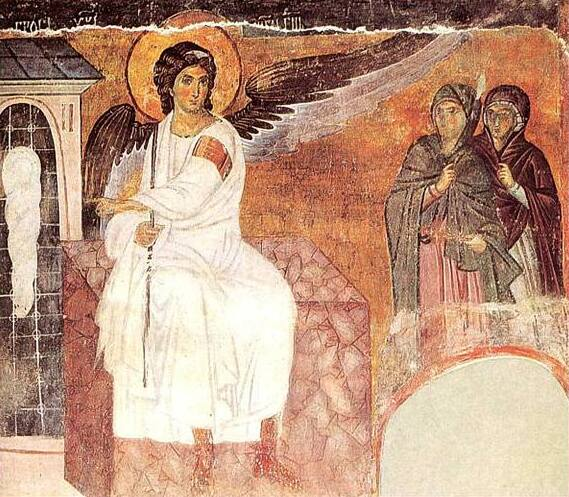
Mirofore alla tomba di Cristo, c. 1235 AD, monastero di Mileševa in Serbia.

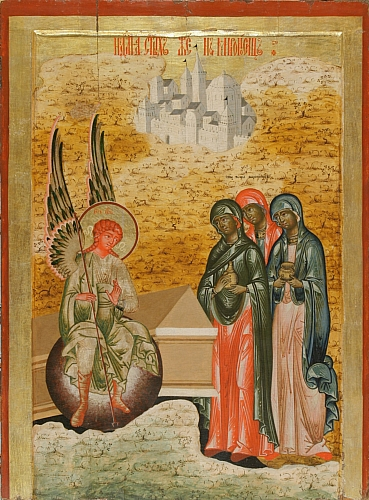
Icona ortodossa raffigurante le mirofore alla tomba di Cristo (Kizhi, Russia, XVIII secolo).

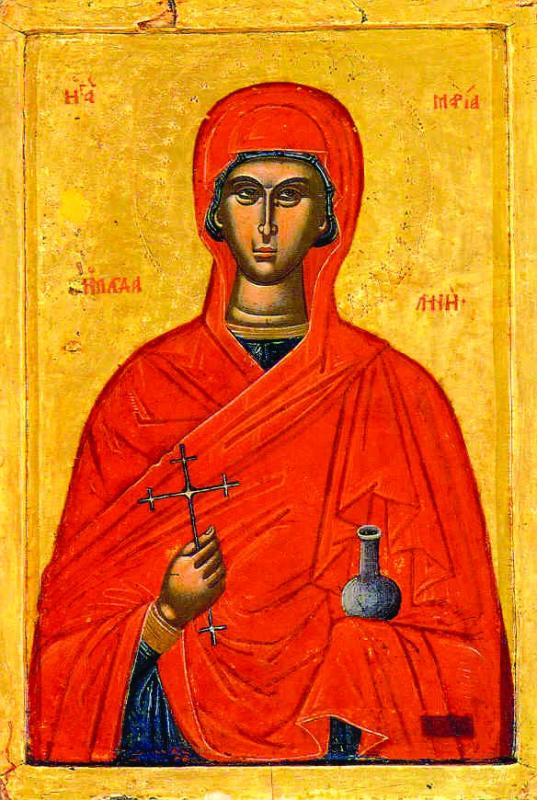
Icona di Maria Maddalena raffigurata come una mirofora.

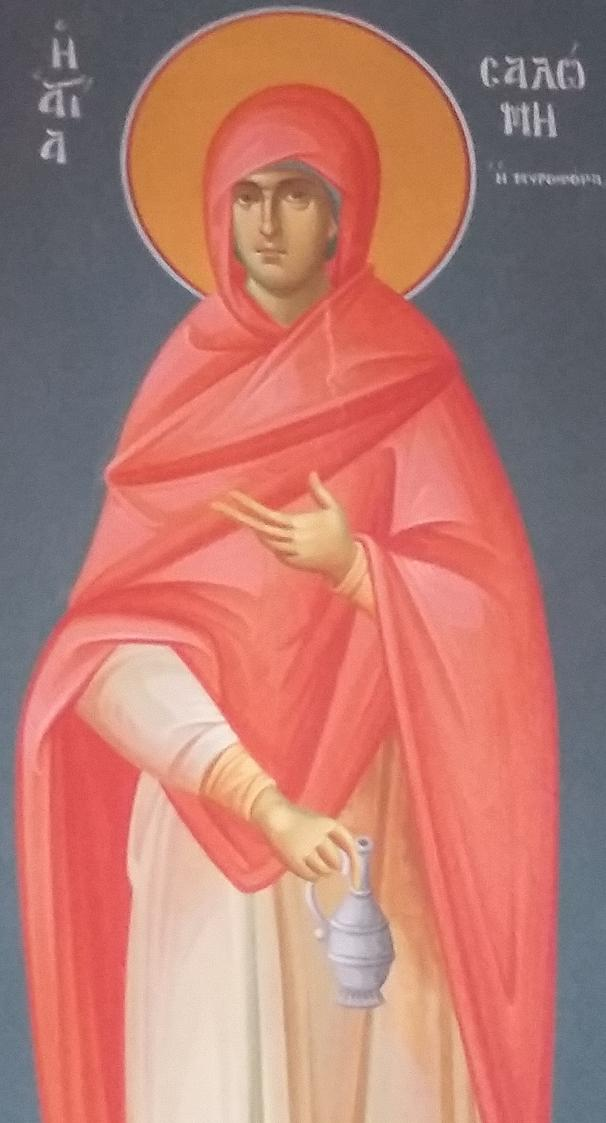
Affresco agiografico raffigurante Santa Salomè la mirofora in una chiesa ortodossa greca.

Nel cristianesimo ortodosso la tradizione delle mirofore (dal greco: Μυροφόροι, in latino: Myrophorae), ovvero quelle donne che sono menzionate nel Nuovo Testamento, che vennero coinvolte nella sepoltura del corpo di Gesù e che trovarono la tomba vuota a seguito della sua risurrezione. Il termine tradizionalmente fa riferimento alle donne che portarono la mirra alla tomba di Cristo la mattina in cui venne trovata poi vuota da loro stesse. Nel cristianesimo occidentale, le donne alla tomba sono indicate solitamente come le tre Marie, anche se esistono altre varianti del nome. Esse sono citate anche nel momento in cui Giuseppe d'Arimatea e Nicodemo tolgono Gesù dalla croce e lo imbalsamano con mirra e aloe, lo avvolgono in teli di lino e lo depongono nella tomba nuova. (Mt 27,55–61; Mt 28,1–10; Mc 15,40–16,11; Lc 23,50–24,10; Gv 19,38–20,18).
Le donne seguirono Gesù durante il suo primo ministero in Galilea, provvedendo a lui ed ai suoi discepoli ciò di cui abbisognavano (Mc 15,41). Rimasero fedeli a lui persino durante i momenti più pericolosi del suo arresto e della sua esecuzione, e non solo rimasero sotto la croce, ma lo accompagnarono alla sua sepoltura. Per l'impedimento del giorno di sabato, la sepoltura fu frettolosa. Il costume della legge ebraica del tempo prevedeva che le persone tornassero successivamente a compiangere il morto. Una volta passato il sabato, le donne tornarono il prima possibile alla tomba di Gesù, portando con loro mirra per ungerne il corpo. Fu a quel punto che a loro venne rivelata per prime la Risurrezione e furono loro incaricate di annunciarlo agli apostoli. Esse furono, in effetti, apostole degli apostoli. Per questa ragione, le mirofore, ed in particolare Maria Maddalena sono spesso indicate come "eguali al pari degli apostoli".

## Nomi delle mirofore
Le mirofore sono tradizionalmente:
- Maria Maddalena
- Maria di Cleofa
- Marta di Betania, sorella di Lazzaro
- Maria di Betania, sorella di Lazzaro
- Giovanna, moglie di Chuza, servitore di Erode Antipa
- Salomé, madre di Giacomo e Giovanni, figli di Zebedeo
- Susanna

A queste si aggiungono, sebbene impropriamente, anche 
- Giuseppe d'Arimatea
- Nicodemo

## Riferimenti liturgici

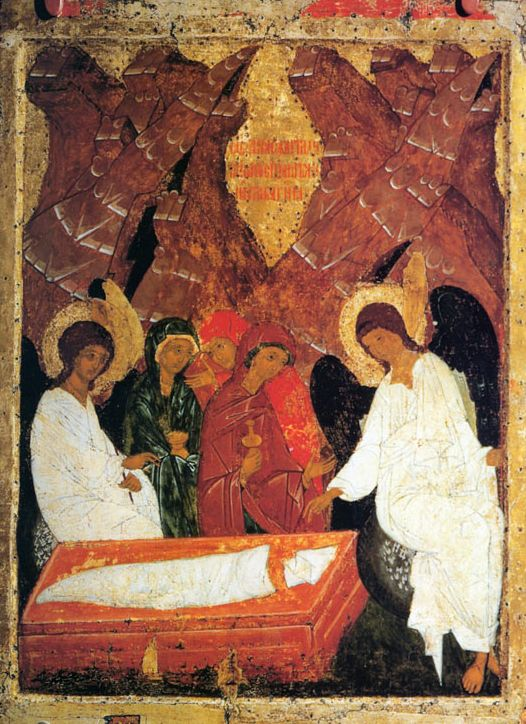
Icona usata per la festa della domenica delle mirofore. Le tre Marie sono al centro con due angeli, mentre in primo piano si vede il Santo Sepolcro con la sindone ed un fazzoletto per il volto.

Nelle tradizioni ortodossa orientale e greca, la "terza domenica di Pasqua" è detta la "domenica delle mirofore". Le letture in questa festività enfatizzano il ruolo degli individui presenti alla morte e Risurrezione di Gesù: Mc 16,9-20, Atti 6,1-7 e Mc 15,43–16,8.
La festività commemora non solo gli eventi relativi alla Risurrezione, ma anche quelli della sepoltura di Cristo, occasione nella quale vengono ripetuti gli inni del sabato santo. Tra questi si includono il Troparion del giorno: "Il nobile Giuseppe..." (ma con un'ulteriore frase finale che commemora la Risurrezione) ed il Doxastikhon at ai vespri con l' Aposticha: "Giuseppe assieme a Nicodemo..."
La settimana che segue è detta settimana delle mirofore ed il Troparion viene menzionato ogni giorno nelle ore canoniche e nella liturgia. Il Doxastikhon viene ripetuto nuovamente ai vespri il giovedì e il venerdì.
La maggior parte delle mirofore hanno feste separate nelle quali vengono commemorate separatamente, e queste hanno il nome di Menaion.
Numerosi sono gli inni liturgici che parlano delle mirofore, in particolare nell'Octoechos e nel Pentecostarion. Ogni domenica, vi è uo speciale inno cantato agli offici del mattino e della notte, detto  Hypakoë, (dal greco: Ύπακοί), che significa "inviato", e si riferisce al fatto che le mirofore vennero inviate ad annunciare la risurrezione agli apostoli.
Diverse cattedrali e chiese ortodosse sono dedicate alle mirofore.

## Ruolo delle mirofore
Nei vangeli, ed in particolare in quelli sinottici, le donne hanno un ruolo centrale nella morte e sepoltura di Gesù nonché nella scoperta della sua tomba vuota. Tutti e tre i vangeli sinottici fanno ripetutamente riferimento alle donne come a portatrici del Verbo, rappresentando quindi il ruolo di messaggere della Risurrezione.
La presenza delle donne trova il proprio compimento nella scoperta della tomba vuota, fatto che può essere interpretato come un'ulteriore sfida alla credibilità della loro successiva testimonianza dal momento che, nella cultura dell'epoca (greco-romana e ebraica), ci si sarebbe aspettato che una scoperta tanto importante in una narrazione fosse fatta da un uomo, anzi da più uomini e anche di un certo rilievo, in quanto punto focale della fede, anziché da "semplici donne." C. H. Dodd ha considerato la narrazione di Giovanni come "auto-autenticante", in quanto secondo i canoni dell'epoca nessuno avrebbe creduto al fatto che Gesù fosse apparso ad una "donna poco conosciuta" come Maria Maddalena. Ad ogni modo, alcuni passaggi del Mishnah (Yebamoth, 16,7; Ketubot 2,5; Eduyot 3,6) indicano che le donne furono testimoni in quanto non vi erano testimoni maschi disponibili. Anche Giuseppe Flavio e Plinio il Giovane hanno utilizzate figure femminili come loro testimoni. Inoltre, san Paolo non fa menzione di donne. Bart D. Ehrman ha detto a tal proposito:
"Uno dei temi principali di Marco è che virtualmente nessuno durante il ministero di Gesù riuscì a comprendere veramente chi lui fosse. La sua famiglia non lo comprese. Le persone della sua città non lo compresero. I capi del suo popolo non lo capirono. Nemmeno i discepoli lo capirono! Per Marco, solo chi era fuori da tutto ciò comprese chi era Gesù: una donna senza nome lo unse, il centurione alla croce credette in lui. Chi lo comprese alla fine? Non la famiglia di Gesù! Né i discepoli! E' un gruppo di donne sconosciute... le donne alla tomba..."

I tre vangeli sinottici nominano alternativamente due o tre donne in occasione della passione e risurrezione e del resto la Torah (Deuteronomio 19,15) prescriveva la presenza di due o più testimoni per un giudizio in tribunale. Tra le donne chiamate per nome (altre sono lasciate anonime dal testo), Maria Maddalena è presente in tutti e quattro i racconti evangelici, e Maria la madre di Gesù è presente in tutti e tre i vangeli sinottici; ad ogni modo esistono delle varianti in ciascun vangelo riguardo alle donne presenti alla morte, alla sepoltura ed alla scoperta della tomba vuota. Ad esempio, Marco nomina tre donne alla croce di Gesù e le stesse tre donne alla tomba, ma solo due erano presenti alla sepoltura. Esempi simili a questo si ritrovano in Matteo e Luca e pertanto lo studioso Richard Bauckham ha notato come gli evangelisti avessero mostrato una "cura scrupolosa" e "furono particolarmente attenti a precisare quali e quante donne furono presenti agli eventi cruciali" in quanto non vi sarebbe stata alcuna ragione, al di là dell'accuratezza del resoconto storico, per utilizzare non sempre lo stesso insieme di personaggi per una scena piuttosto che per l'altra.
il racconto di Marco (che è il più antico di tutti e quattro i manoscritti) riporta che le donne non dissero nulla a nessuno. Il vangelo di Matteo e quello di Marco non riportano altri fatti relativi alla tomba. Luca descrive Pietro che corre alla tomba per verificare di persona quanto detto dalle donne, mentre Giovanni precisa che vi andò anche il "discepolo da lui prediletto" (ovvero lo stesso Giovanni) dietro a Pietro.